# 山中商会
山中商会（やまなかしょうかい）は、日本の美術商社。江戸時代の大坂の経師伊丹屋を起源とし、明治時代以降ニューヨーク、ボストン、シカゴ、ロンドン等に支店を設けて日本の美術品を輸出、1900年代以降は中国で大量に買い付けた品物を欧米に転売し、巨万の富を築いたが、第二次世界大戦で在外支店の多くは閉鎖して大半の資産を失い、戦後はニューヨーク支店、阪急百貨店内店舗で営業を続けた。

## 歴史

### 山中家

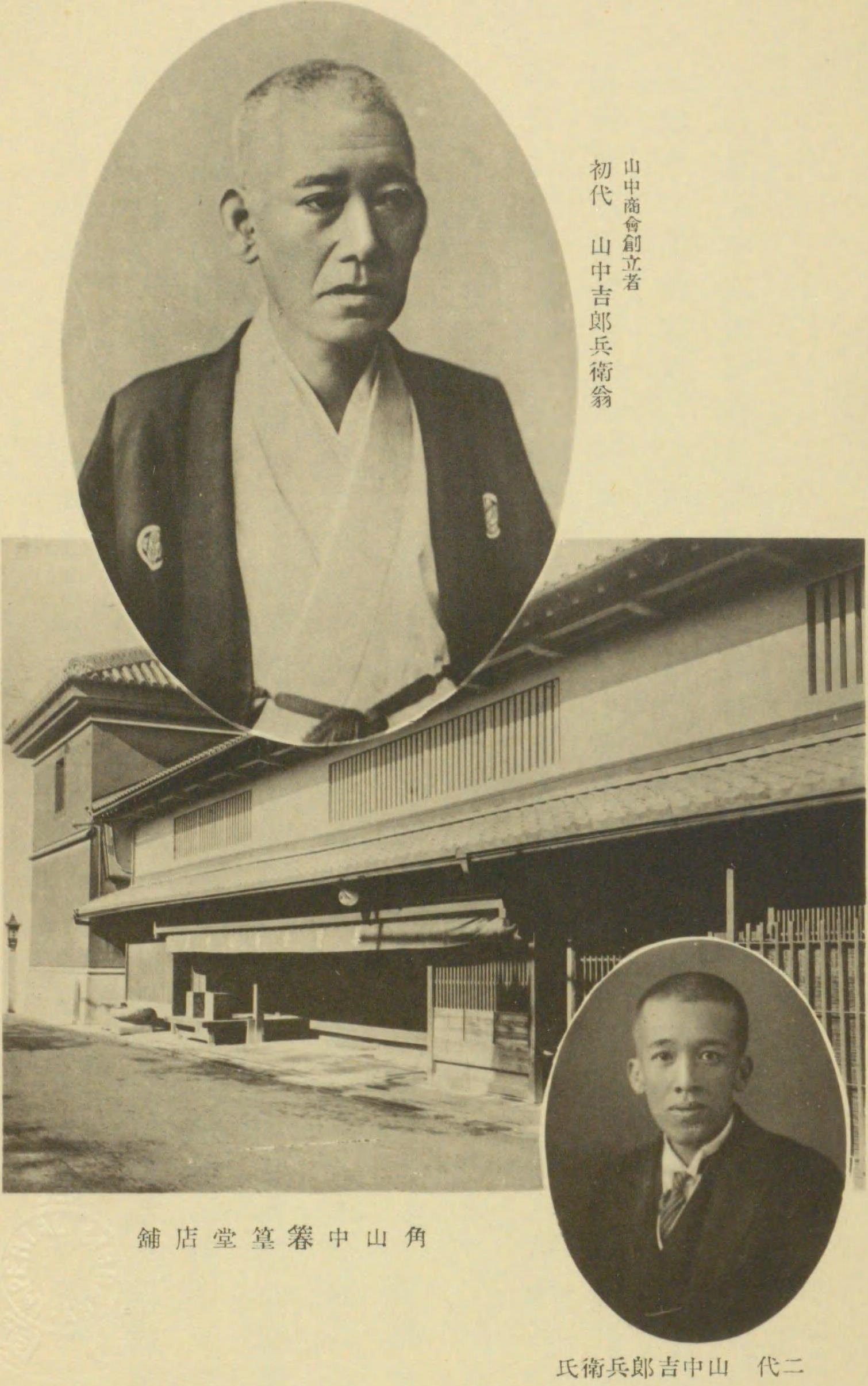
初代、二代吉郎兵衛と角山中箺篁堂店舗

山中家は宝暦年間摂津国伊丹で庄屋を務めた家柄で、文政年間初代吉兵衛が摂津国大坂天満大工町に分家し、経師伊丹屋を営んだ。二代目吉兵衛の長男三代目吉兵衛は天満に残った一方、次男吉郎兵衛は北浜角、養子与七は高麗橋一丁目に独立し、それぞれ天山、角山、高山と通称された。

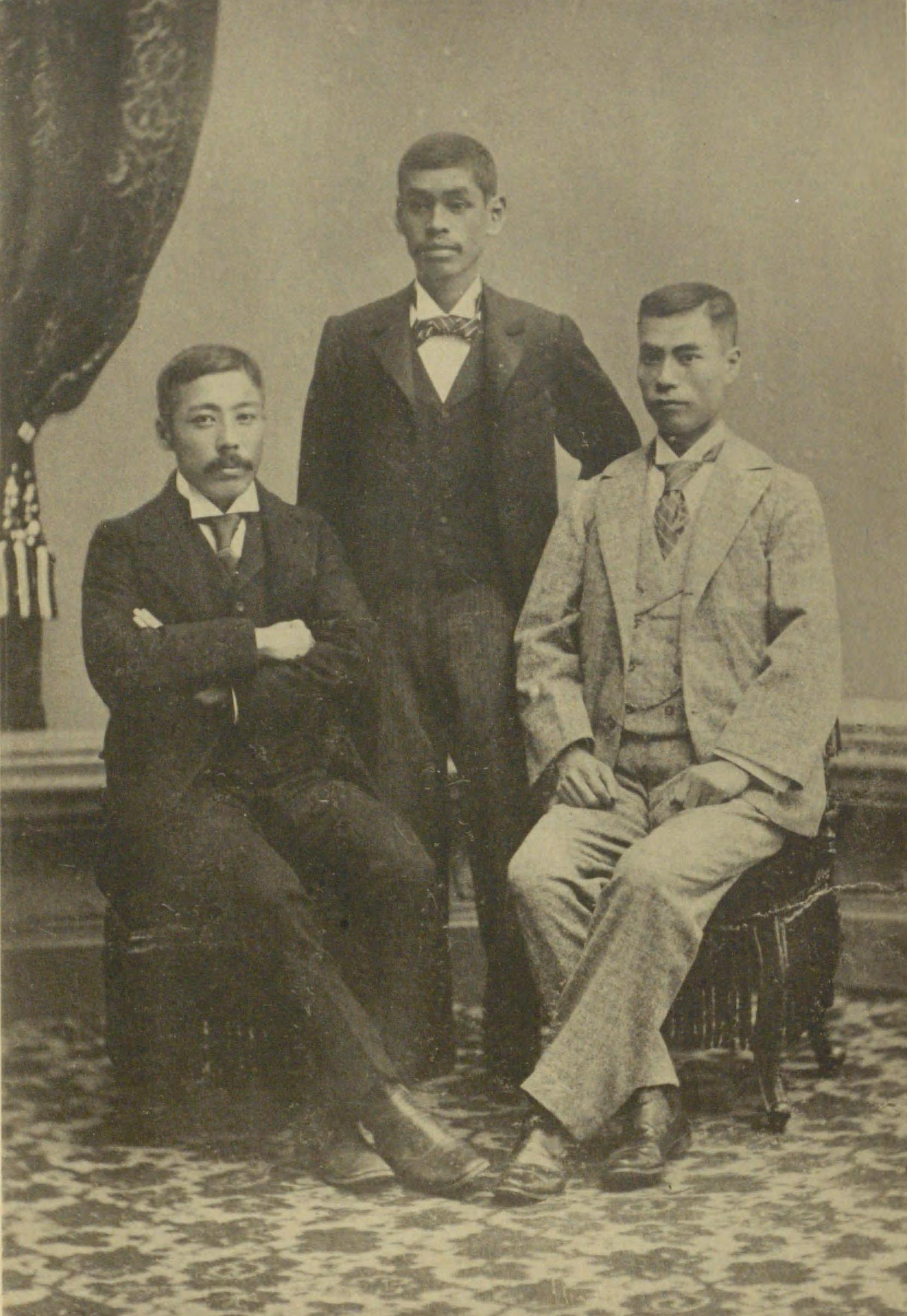
ニューヨーク支店長山中定次郎、ロンドン支店長山中六三郎、ボストン支店長山中繁次郎

1886年（明治19年）6月15日山中吉兵衛は京都市真葛原での美工商社の設立に参加し、外国人向けの美術品の陳列販売に関わった。
1894年（明治27年）11月3日山中家は山中定次郎、山中繁次郎をニューヨークに派遣し、西27丁目に支店を開設、1898年（明治31年）秋一等地の5番街に進出した。

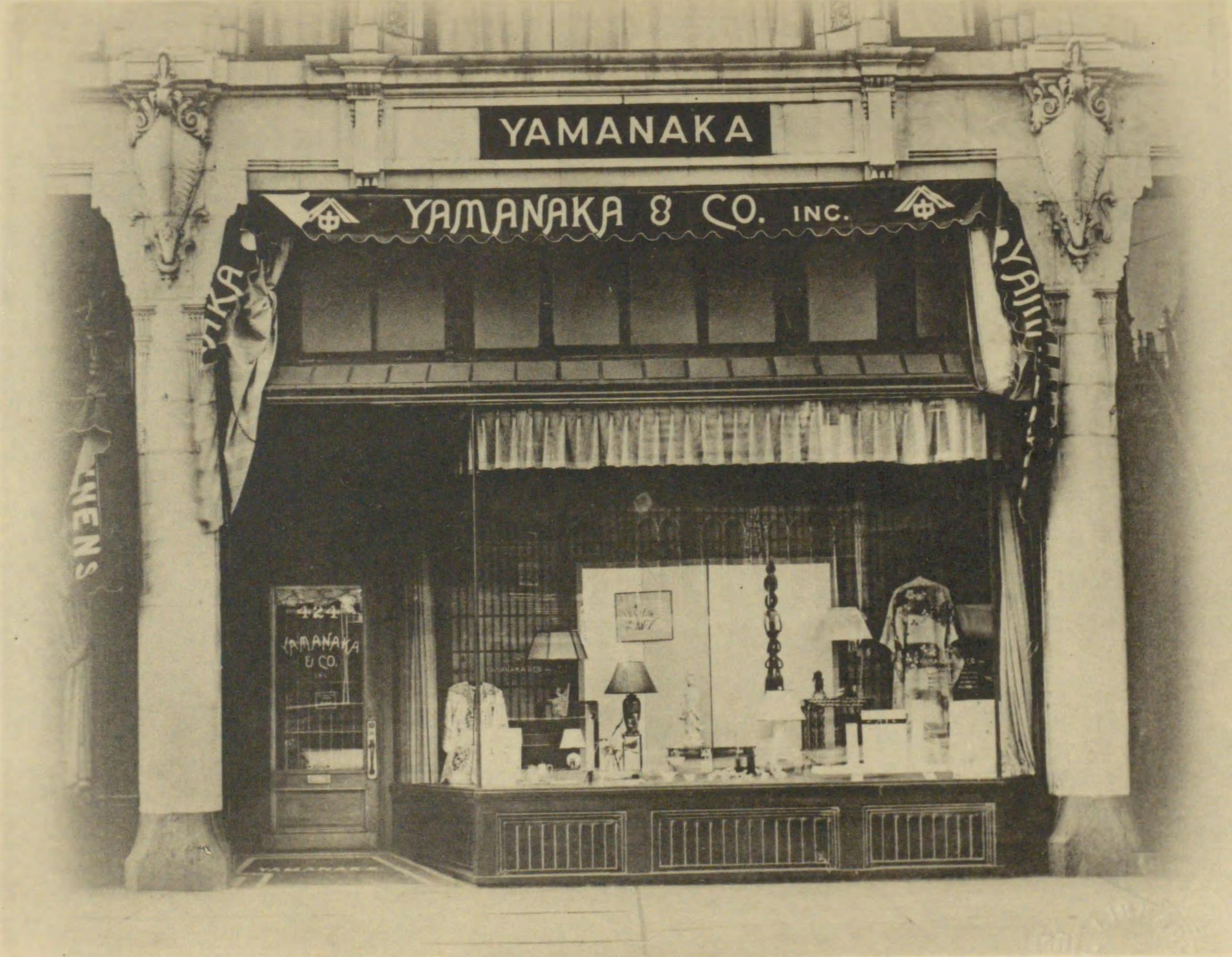
ボストン支店

1897年（明治30年）にはビゲロー、モース、フェノロサ等顧客の住むボストンに進出し、ボイルストン・ストリート272番地に店を構えた。

### 合名会社山中商会

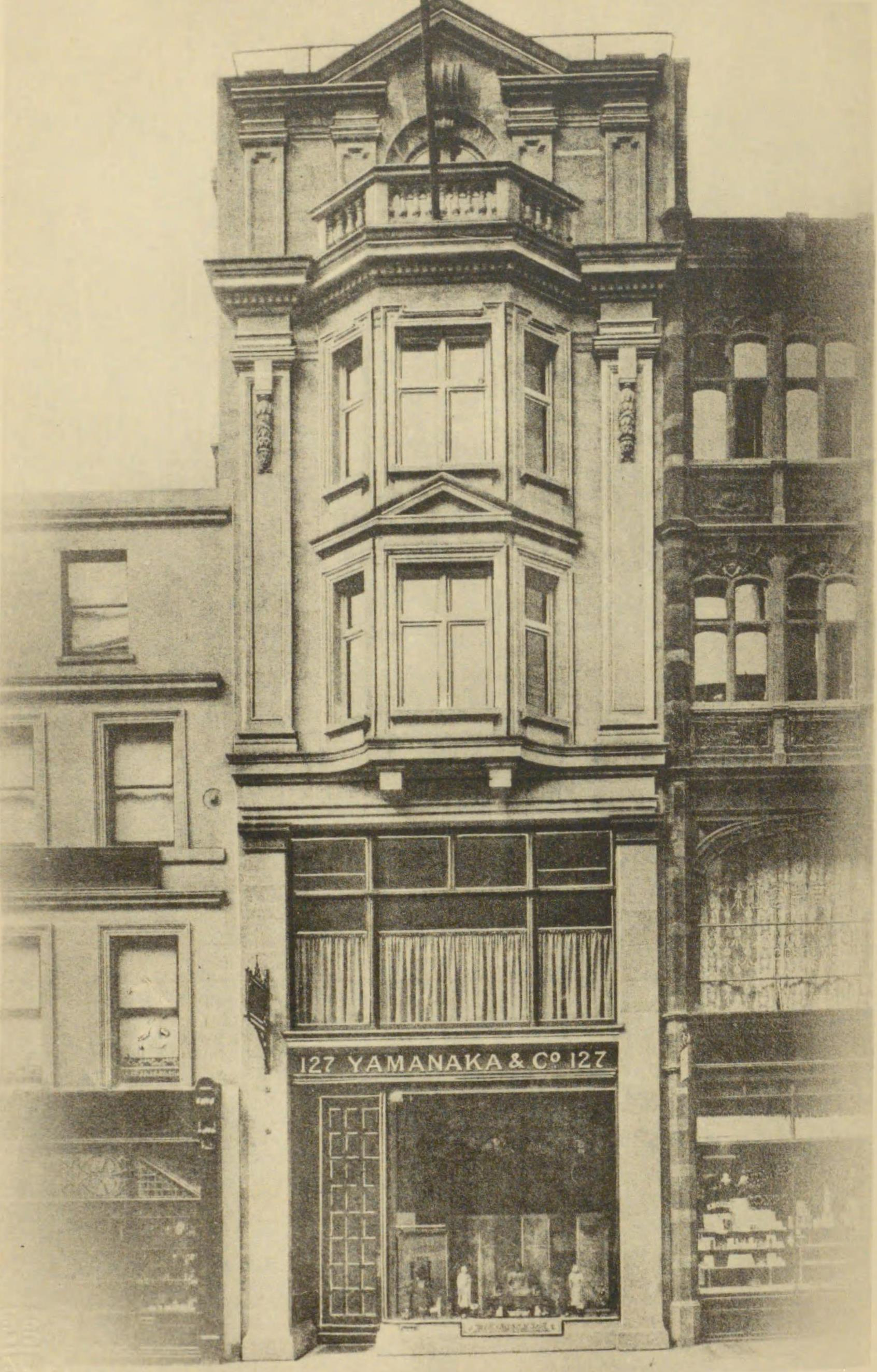
ロンドン支店

1900年（明治33年）2月東区北浜二丁目に合名会社山中商会を設立し、社長には吉郎兵衛が就任した、同年、アメリカに需要の乏しい陶磁器類の販路を拓くため、ロンドンに山中六三郎、富田熊作、岡田友次を派遣し、ニュー・ボンド・ストリートに開店した。1919年（大正8年）12月1日ジョージ5世、1920年（大正9年）2月10日メアリー王妃よりロイヤル・ワラントを受けた。
1904年（明治37年）上福島二丁目に村上九郎作を工場長とする輸出向け工芸品製作工場を新設したが、1909年（明治42年）7月20日大火で焼失し、廃止された。また、1905年（明治38年）7月高麗橋一丁目機械類輸入の山中輸入合資会社を設立したが、これも長くは存続していない。

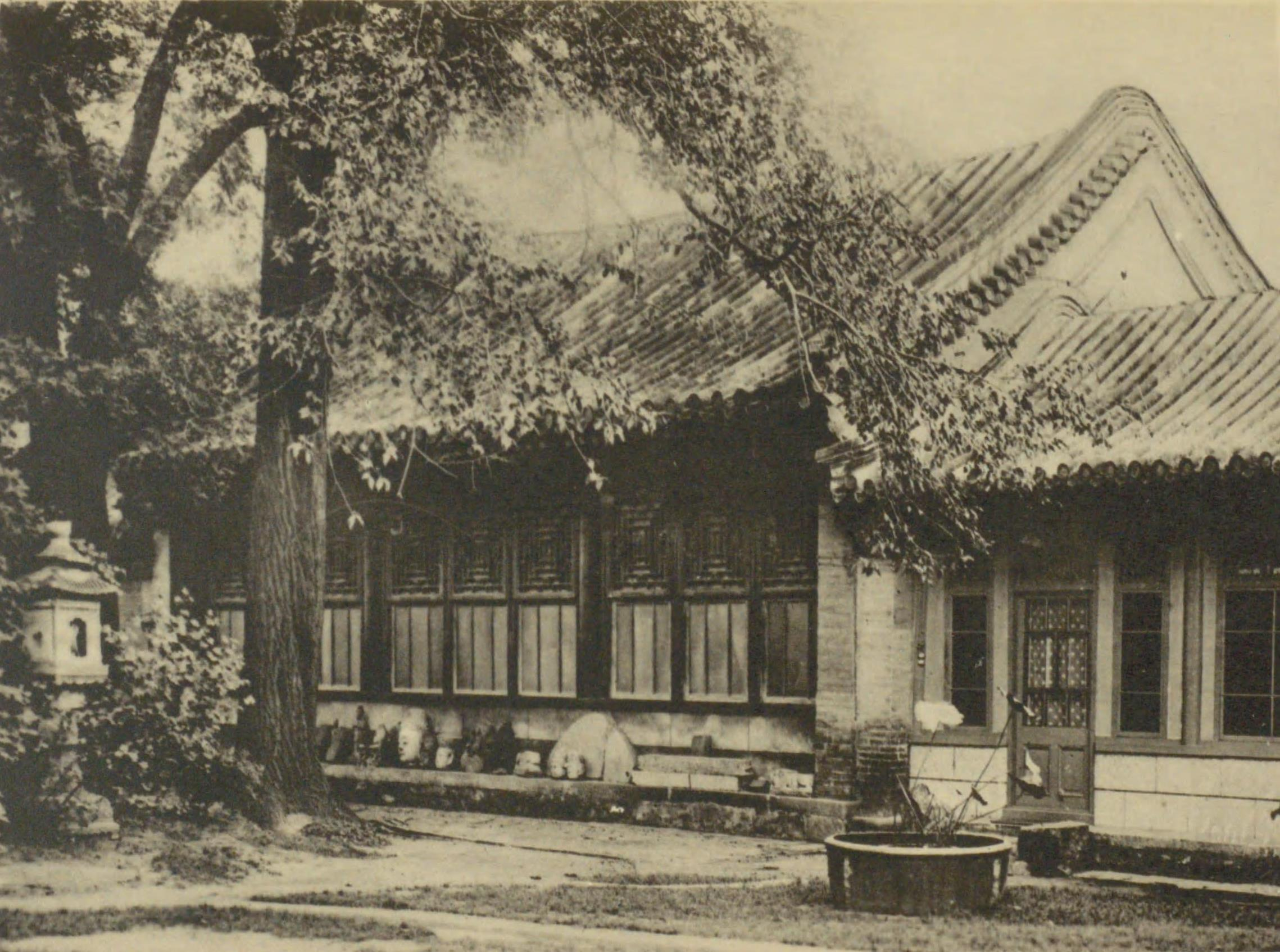
北京支店

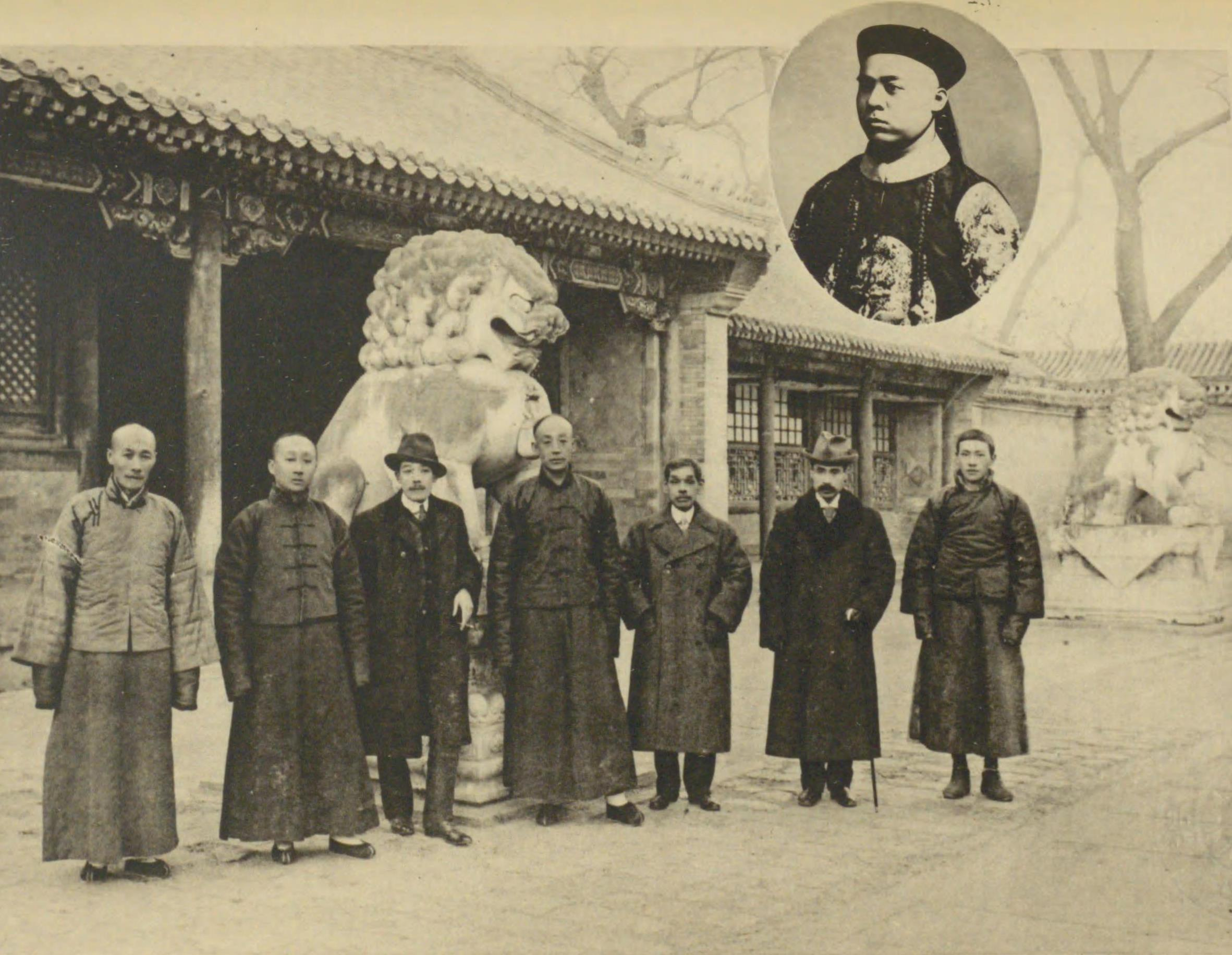
恭親王府正殿前の山中定次郎、六三郎等　1912年（明治45年）3月

なお、この頃日本では古社寺保存法等の整備によって美術品の仕入が難しくなった一方、中国では義和団事件等の動乱によって美術品が大量に売り出され、1908年頃から取扱品は中国美術品にシフトしていった。1912年（大正元年）3月頃には恭親王の所蔵品を丸ごと買い取ってニューヨークとロンドンで売り捌き、名声を高めた。1917年（大正6年）出張所とした粛親王家旧邸には、本社から人が来た際には、毎朝屋敷前の広場に200人のバイヤーが押しかけたという。

### 株式会社山中商会
1916年（大正5年）2月京都支店が山中合名会社として独立、1917年（大正6年）12月の吉郎兵衛の死去契機とし、1918年（大正7年）6月高麗橋一丁目に株式会社山中商会を設立、8月北浜の吉郎兵衛店は合資会社山中吉郎兵衛商店に改組し、前者が海外での美術品流通事業、後者が国内での茶道具販売を担当した。
1921年（大正10年）7月には高麗橋一丁目に欧米雑貨輸入を目的とする合資会社山中商店が設立されているが、詳細は不明である。

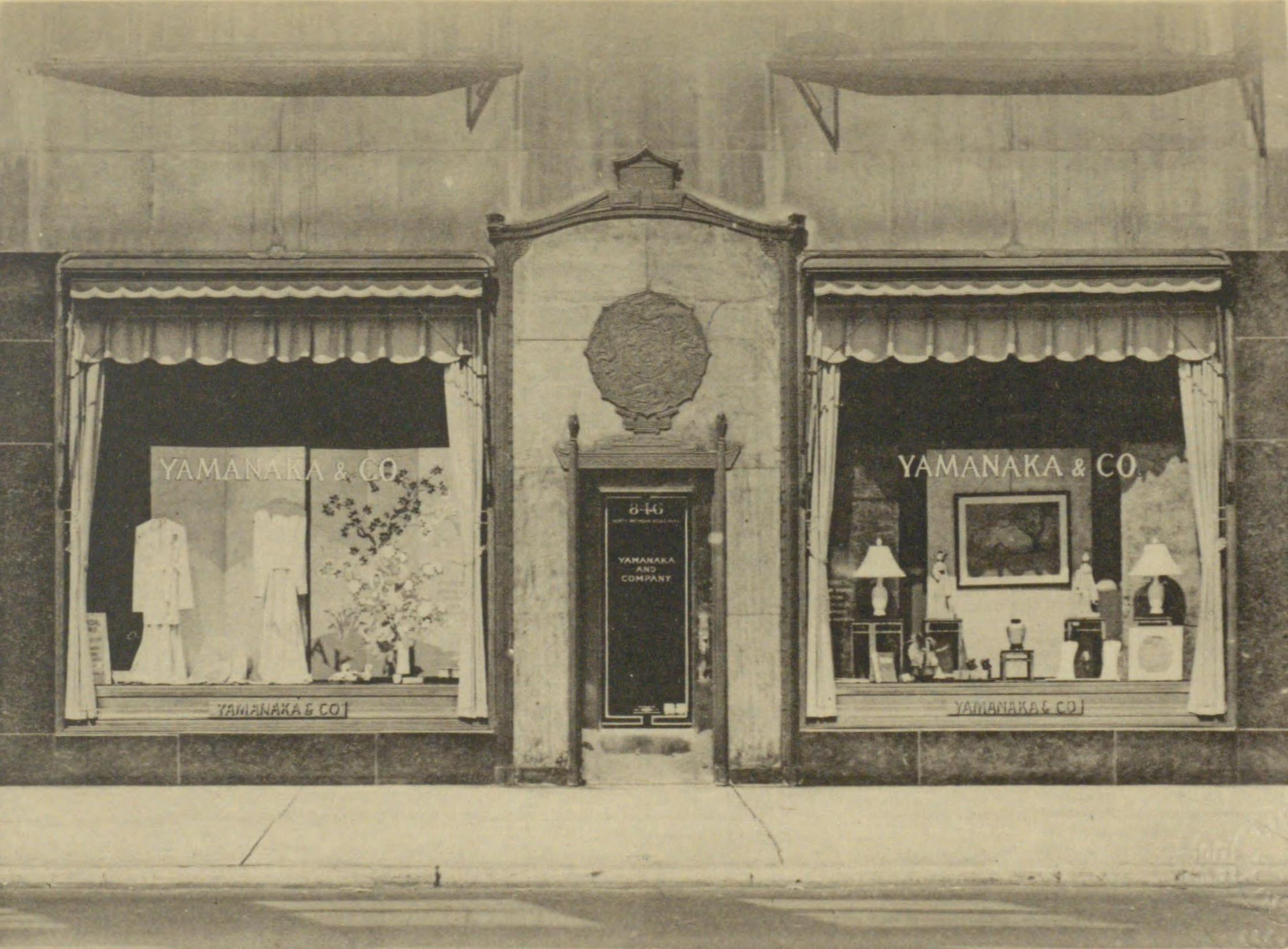
シカゴ支店

1928年（昭和3年）シカゴノース・ミシガン・アベニュー846番地に支店を開いた。
1930年（昭和5年）アメリカでスムート・ホーリー法により関税が引き上げられたが、1830年以前製作の美術品は対象外とされたため、本来対象となる仕入値についても対象外のものとして報告することで1934年（昭和9年）から継続して脱税に手を染め、1939年（昭和14年）6月アメリカ合衆国財務省に摘発された。

### 戦中
1930年代には満州事変が勃発し、中国での仕入れは年々困難になったが、1940年（昭和15年）北京に北支硝子工業株式会社、上海に出張所を開設している。しかし、国際情勢は日に悪化し、1940年（昭和15年）6月にはドイツ軍によるパリ陥落を受け、21日ロンドン支店員は榛名丸で日本へ脱出した。
1941年（昭和16年）7月21日アメリカは日本の仏印進駐を受けて日本人の資産凍結が行われ、大阪本社で対策を検討中、真珠湾攻撃が起こり、アメリカ3店は12月7日財務省、1942年（昭和17年）6月16日敵国資産管理人局の支配下となり、1944年（昭和19年）閉店した。

### 戦後
戦後、山中商会は全財産の8割を占めたといわれる在外資産を失い、長く会社を支えた宮又一、田中兵三、中川金正、森太三郎等が相次いで死去、定次郎から実子吉太郎への引き継ぎもうまく行かず、組織として機能不全に陥った。また、戦後は中国でも古美術品の管理が厳しくなり、中国で古美術品を大量に買付けて欧米に流すという山中商会の業態は完全に過去のものとなった。
アメリカでは山中豊次郎がニューヨーク支店を存続させたほか、八橋春通が旧ボストン支店、永谷寿三が旧シカゴ支店、瀬尾梅雄がマディソン街で独立して美術商を続けた。
1950年代、高麗橋の本店は2500万円で山本為三郎に買収されて内平野町に移転し、阪急百貨店美術街に店舗を存続させた。
1965年（昭和40年）秋ニューヨーク支店の古参社員A・セオドア・テーバーが死去し、1966年（昭和41年）9月30日閉店した。2003年（平成15年）には阪急百貨店内の店舗も閉店した。

## 現況
4代目山中讓は、丸紅で業務部門・繊維部門の取引に携わり、2003年（平成15年）山中商会の代表取締役社長に就任。翌年、乾隆帝の私邸であった恭王府修復を進める中華人民共和国文化部恭王府管理センターにニューヨークの恭王府オークション図録を寄贈し、その後は修復に協力した。また2017年（平成29年）には山中商会が藤田美術館に販売した中国美術品5点がクリスティーズ・ニューヨークのオークションに情報提供して200億円で落札に貢献した。
現状は古美術商としての取引以外に、所蔵する貴重な資料・書籍・写真等のデジタル化推進と大学・美術館の研究にも協力している。
- ニューヨーク山中商会
  - 1894年（明治27年）11月3日ニューヨーク市西27丁目4番地に開店、1895年（明治28年）2月同2番地[28]、1898年（明治31年）9月か10月頃5番街254番地[4]、1917年（大正6年）11月同680番地に移転[29]。1934年（昭和9年）株式会社に改組し[30]、1944年（昭和19年）4月8日閉店[31]。
- ボストン山中商会
  - 1897年（明治30年）初頭アマノ某によりボイルストン・ストリート（英語版）272番地に開店、1898年（明治31年）秋以前に山中商会支店となった[5]。1917年（大正6年）12月末日山中商会が買収[32]、1935年（昭和10年）株式会社に改組[30]、424番地に移転[33]、1944年（昭和19年）3月末閉店[34]。
- ロンドン山中商会
  - 1900年（明治33年）ニュー・ボンド・ストリート（英語版）68番地に開店[8]、1910年（明治43年）頃127番地[35]、1933年（昭和8年）頃ピカデリー166番地、1936年（昭和11年）デイヴィス・ストリート20番地に移転[36]、1940年（昭和15年）6月撤退[37]。
- シカゴ山中商会
  - 1928年（昭和3年）ノース・ミシガン・アベニュー（英語版）846番地に開店[16]、1936年（昭和11年）株式会社に改組[30]。

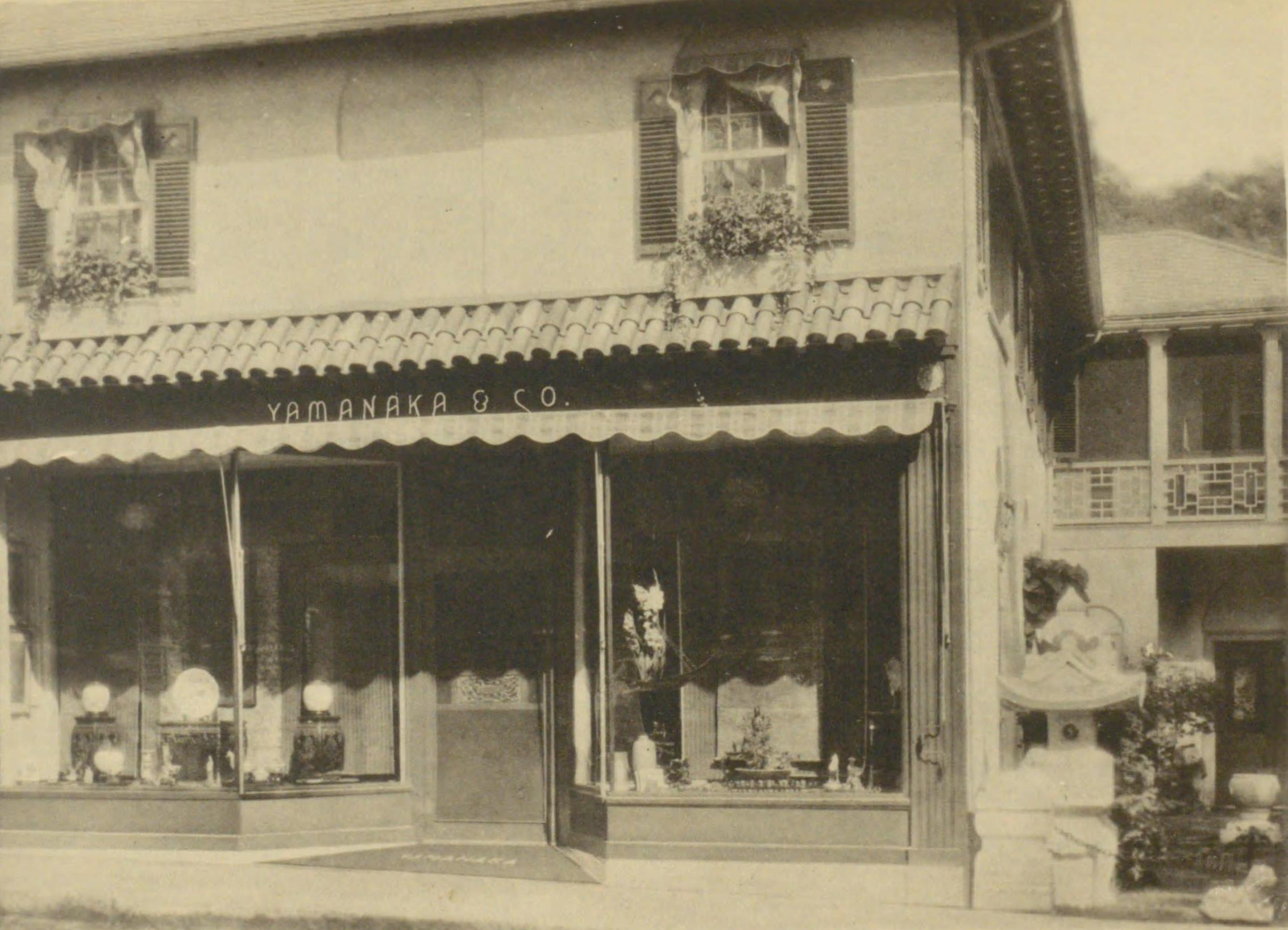
バーハーバー支店

- 北京 - 1917年（大正6年）粛親王家旧邸に開設[13]、蔴線胡同に存在[38]。
- 奈良 - 明治時代登大路に存在[39]
- 東京 - 大正時代日本橋区浜町一丁目に存在[38]。
- 上海 - 大正時代虹口区南潯路に存在[38]。
- バーハーバー（英語版） - 1910年代半ばロックフェラー家のためメイン・ストリート127番地に開設[40]。
- アトランティックシティ  - 1898年（明治31年）秋以前ボードウォークに開店[39]、後スチール・ピア（英語版）ブローク6番地に移転[8]、1905年（明治38年）閉店[41]。
- ワシントンD.C. - 1920年代後半コネチカット・アベニュー（英語版）1207番地に存在[42]。
- パームビーチ - 1920年代後半エバグレーズクラブ（英語版）内に開店[42]。
- ニューポート - 1923年（大正12年）ニューポートカジノ（英語版）内に開店[43]。

この他、クリーブランド、ロードアイランド、サウサンプトン、レノックス、マグノリアにも季節開業の支店が存在した。

## 関連論文
- 門田園子「山中商会ロンドン支店の足跡 : ヴィクトリア・アンド・アルバート・ミュージアム・アーカイブ(the V&A Archive)所蔵「登録ファイル」をもとに」『アート・ドキュメンテーション研究』第15巻、アート・ドキュメンテーション学会、2008年、33-46頁、doi:10.24537/jads.15.0_33、ISSN 0917-9739、NAID 110008514141。
- 尾高「内外彙報 山中商会世界古美術展覧会」『美術研究』第13号、1933年1月、32-33頁、NAID 120006482424。
- 梅原末治「近時出現の五六の所謂秦鏡―透彫蟠?紋鏡其他―」『美術研究』第27号、1934年3月、21-30頁、NAID 120006482097。
- 梅原末治, 水野清一「伝長沙出土の漆画双鶴双蛇に就いて」『美術研究』第72号、1937年12月、1-5頁、NAID 120006481744。
- ［無記名］「樹下人物図 解説［山中商会蔵］」『美術研究』第84号、1938年12月、18-18頁、NAID 120006481536。
- 桑原住雄「世界一の東洋古美術商山中商会盛衰記」『芸術新潮』第18巻第1号、新潮社、1967年1月、153-162頁、ISSN 04351657、NAID 40000931617。
- 富田昇「中国近代における文物流出と日本 山中商会展観目録研究」『東北学院大学論集 人間・言語・情報』第115号、東北学院大学学術研究会、1996年12月、139-191頁、ISSN 09162178、NAID 40004830001。
- 冨田昇「中国近代における文物流出と日本 山中商会展観目録研究──世界編──」『東北学院大学論集. 人間・言語・情報』第115号、東北学院大学学術研究会、1996年12月、139-191頁、ISSN 0916-2178、NAID 120006808936。
- 小熊佐智子「山中商会の文化支援活動と経済活動の関わりについて」『芸術学研究』第10号、筑波大学大学院博士課程芸術学研究科・人間総合科学研究科、2006年、13-20頁、NAID 40007334206。
- 小熊佐智子「日米開戦前後のニューヨークと東アジア美術--山中商会を例に (「美術に関する調査研究の助成」研究報告 2006年度助成)」『鹿島美術財団年報』第24号、鹿島美術財団、2006年、137-144頁、NAID 40015741586。
- 荘司つむぎ「「大和古乃美」明治時代に山中商会が欧米に輸出した高級家具 (特集 輸出家具・室内装飾品)」『家具道具室内史 : 家具道具室内史学会誌』第9号、家具道具室内史学会、2017年6月、70-82頁、ISSN 1883-8251、NAID 40021237874。